# Deutscher Adelsrechtsausschuß
Der Deutsche Adelsrechtsausschuß (kurz ARA) ist ein Verein, der von den Adelsverbänden im deutschen Sprachraum getragen wird. Er beschäftigt sich vor allem mit der Frage, ob heute lebende Personen nach bis 1919 gültigem deutschen Adelsrecht als Adelige anzusehen wären, wenn dieses Recht heute gelten würde.

## Geschichte
Der Ausschuss wurde 1949 gegründet. Er sieht sich als Rechtsnachfolger der von 1918 bis 1945 in der Deutschen Adelsgenossenschaft bestehenden Spruchorganisationen des deutschen Adels, insbesondere des 1921 gegründeten Adelsprüfungsausschusses. Für seine Entscheidungen stützt sich der ARA allerdings nicht auf die ab 1921 gültigen Statuten des Adelsprüfungsausschusses, sondern das bis 1919 geltende Adelsrecht, das den Adelserwerb traditionell durch eheliche Geburt, unter Umständen durch Heirat und in Einzelfällen durch Nobilitierung vorgesehen hatte.

## Aufgaben

### Allgemeines
Der Ausschuss entscheidet innerhalb der deutschen Adelsverbände über adelsrechtliche Fragen, beaufsichtigt das Gothaische Genealogische Handbuch und das Deutsche Adelsarchiv. Seine Mitglieder sind adelsrechtlich geschulte Vertreter aus den Mitgliedsverbänden, die von diesen vorgeschlagen und von der Vereinigung der Deutschen Adelsverbände vor allem im Hinblick auf Kompetenz, jedoch auch auf regionale Ausgewogenheit, ausgewählt und ernannt werden. Durch die Beteiligung der Mitgliedsverbände soll eine breitere Kandidatenauswahl und damit eine möglichst weitgehende Unparteilichkeit des Ausschusses gewährleistet werden.
Der ARA hat keine Kompetenz zur Rechtsprechung oder Rechtsfeststellung. Aufgrund der Abschaffung der Standesvorrechte des Adels in Deutschland im Jahr 1919 sind seine Entscheidungen auch namensrechtlich nicht relevant. Auch seine Ansichten zur Zulässigkeit der Führung von Wappen haben keine rechtliche Relevanz.
Die wichtigste adelsrechtliche Frage, die der ARA regelmäßig behandelt, betrifft die Zugehörigkeit zum – auch intern ausdrücklich so bezeichneten – „historischen Adel“, also die Frage, ob eine Person gemäß dem bis 1918 geltenden Adelsrecht, wenn dieses heute noch gälte, adelig wäre. Dies ist Aufnahmevoraussetzung für die in der Vereinigung der Deutschen Adelsverbände zusammengeschlossenen Vereinigungen.

### Kriterien des deutschen Adelsrechtsausschusses für die Zugehörigkeit zum „historischen Adel“
Die Zugehörigkeit zum Adel wird nach Auffassung des Vereins Deutscher Adelsrechtsausschuß ausschließlich im ehelichen Mannesstamm weitergegeben, also durch eheliche Abstammung von einem adeligen Vater. Sie wird außerdem durch Heirat einer bürgerlichen Frau mit einem adeligen Mann erworben, wenn die Ehefrau dessen adeligen Namen annimmt. Vor- bzw. außerehelich Geborene werden durch eine nachfolgende Ehe der nachgewiesenen natürlichen Eltern legitimiert (sogenannte Legitimatio per matrimonium subsequens) und der Adel geht somit auf sie in gleicher Weise über wie bei von vornherein ehelichen Kindern. Eine adelige Frau verliert jedoch durch die Heirat mit einem nichtadeligen Mann die Zugehörigkeit zum Adel, soweit nicht das anerkannte Adelsrecht einer deutschen Adelslandschaft etwas anderes bestimmt. Durch Scheidung und Wiederannahme des Geburtsnamens lebt die Adelszugehörigkeit nicht wieder auf, wohl jedoch durch eine nachfolgende adelige Eheschließung.
Der Erwerb eines adeligen Namens durch die Gestaltungsmöglichkeiten des heutigen Namensrechts, etwa bei nichtehelicher Geburt, durch Rechtsakte wie Adoption, Einbenennung oder Ehelichkeitserklärung sowie die seit 1976 geltenden Regelungen zur Bestimmung des Ehenamens (und die dadurch mögliche Weitergabe an dritte Ehepartner, Kinder, Adoptivkinder) werden vom Adelsrechtsausschuss nicht anerkannt, da sie im Widerspruch zum historischen Adelsrecht stehen. Dies wird zum Beispiel dadurch deutlich gemacht, dass in den regelmäßig publizierten Bandreihen des Genealogischen Handbuchs des Adels und seit 2015 der Nachfolgereihe Gothaisches Genealogisches Handbuch sowie im Deutschen Adelsblatt die vormaligen Adelsprädikate häufig abgekürzt werden (etwa Frhr. für Freiherr oder v. für von), während sie beim „Scheinadel“ ausgeschrieben werden. Letzterer wurde im Genealogischen Handbuch des Adels lange Zeit „unter dem Strich“ geführt, also am Ende des Artikels über die jeweilige Adelsfamilie unter einer Rubrik „Namensträger, die dem historischen Adel nicht angehören“. Inzwischen wird der „Scheinadel“ dort jedoch weggelassen, da die Zahl solcher Namensträger mittlerweile zu hoch ist.

### Adelsrechtliche Nichtbeanstandung
In besonders begründeten Ausnahmefällen kann der ARA eine „adelsrechtliche Nichtbeanstandung“ der Zugehörigkeit zum Adel für Personen aussprechen, die nach den bis 1918 geltenden Grundsätzen nicht dazu berechtigt wären. Diese werden dann vereinsintern dem Historischen Adel gleichgestellt und können Mitglied einer Adelsvereinigung werden. Dies ähnelt einer (rechtlich allerdings folgenlosen) Nobilitierung, auch wenn der ARA selbst diesen Begriff nicht verwendet, weil er sich nicht die Kompetenzen eines regierenden Monarchen anmaßen möchte. Der Ausschuss sieht seine Entscheidungen als „provisorisch“ in dem Sinne an, dass sie bei einer eventuellen Wiedereinführung der Monarchie durch den Monarchen bestätigt werden müssten.
Nichtbeanstandungen können sowohl nichtadelig Geborene betreffen, welche entgegen dem Adelsrecht, also durch Adoption oder Heirat mit einer adeligen Frau, einen adeligen Namen erwerben, als auch Namensänderungs- und Erbfälle innerhalb des Adels betreffen. Sie führen nicht zur Aufnahme in ein bestehendes Adelsgeschlecht und können nicht das Aussterben eines Geschlechtes verhindern, sondern bewirken die Schaffung eines neuen für den Begünstigten und seine Nachkommen im Mannesstamm. Folglich erhält eine solche Familie auch ihren eigenen Artikel im Gothaischen Genealogischen Handbuch. Beispiele für historisch nicht-adlige Familien, welche ihre Adelszugehörigkeit durch Nichtbeanstandung erwirkt haben, sind Sachenbacher von Schrottenberg, Zimmermann von Siefart und Plottnitz-Stockhammer. Vergleichbares gilt für Adoptionen oder Einbenennungen innerhalb von Familien des historischen Adels.
Das Institut der adelsrechtlichen Nichtbeanstandung wird von der CILANE toleriert und führt dazu, dass der deutsche Adel weniger geschlossen ist als der schwedische, finnische und niederländische, welcher aufgrund gesetzlicher Bedingungen nicht mehr durch Nobilitierungen erweitert werden kann, selbst wenn solche etwa aufgrund eines drohenden Aussterbens im Mannesstamm angebracht wären. Insgesamt gab es seit dem Zweiten Weltkrieg etwa 50 Nichtbeanstandungen.
Eine adelsrechtliche Nichtbeanstandung kann auch die Aufnahme nichtdeutscher Adeliger in den deutschen Adel bedeuten.
Kriterien für eine adelsrechtliche Nichtbeanstandung zum Zwecke der Aufnahme eines Nichtadeligen in den Adel sind u. a.:
- drohendes Aussterben im Mannesstamm,
- Besitzübergang (zur Aufrechterhaltung der Verbindung zwischen Name und Besitz),
- Blutsverwandtschaft mit der namensgebenden Familie,
- Nähe zum historischen Adel (soziokulturell),
- Adelige Vorfahren (in weiblicher Linie),
- eine positive Stellungnahme der betroffenen Adels- und Familienverbände.

Der ARA erwartet von Personen, die eine Nichtbeanstandung erhalten, nach Möglichkeit die Verbindung des Geburts- und Adoptivnamens (statt einer bloßen Annahme des Letzteren), um die Stiftung eines neuen Adelsgeschlechtes kenntlich zu machen und zur namensgebenden Familie im Mannesstamm gehörende Namensträger von denen der neuen Familie zu unterscheiden. Ferner muss ein sich vom Wappen der Adoptivfamilie unterscheidendes Wappen (in der Regel durch Wappenvereinigung) angenommen werden.

### Fürstenrecht
Für die Belange der Nachkommen der bis 1918 regierenden Häuser und der ehemaligen Standesherren sieht sich der vom „Niederen Adel“ (im Gegensatz zum „Hohen Adel“) eingesetzte Ausschuss als nicht zuständig an, solange diese nicht von sich aus an ihn herantreten. In diesem Falle wird er gutachterlich tätig, wobei das historische „Fürstenrecht“ des Deutschen Kaiserreichs, die einzelnen Hausgesetze der betreffenden Häuser sowie familieninterne Übereinkünfte, soweit sie adelsrechtskonform sind, berücksichtigt werden. Dabei hört der ARA auch die Vorstände der entsprechenden Verbände an, die allerdings keine Mitgliedsvereine der Vereinigung der Deutschen Adelsverbände sind. Die Eintragung und Titulierung der Chefs dieser Häuser in der Bandreihe Fürstliche Häuser des Genealogischen Handbuchs des Adels und seiner Nachfolge-Publikation Gothaisches Genealogisches Handbuch sowie Einträge im Deutschen Adelsblatt werden allerdings in Streitfällen gemäß den gutachterlichen Empfehlungen des ARA vorgenommen. Auf diese Weise wurde etwa die Entscheidung von Albrecht zu Castell-Castell bestätigt, seinen jüngsten Sohn Ferdinand als Alleinerben und Nachfolger einzusetzen und damit dessen Berechtigung zur Führung des Erstgeburtstitels „Fürst“ im privaten und gesellschaftlichen Verkehr bestätigt. Auf ähnliche Weise folgte im Hause Leiningen auf den 1991 verstorbenen Emich Kyrill zu Leiningen dessen zweiter Sohn Andreas zu Leiningen. Die Entscheidung von Maria Emanuel Markgraf von Meißen, einen Sohn seiner Schwester zu adoptieren und diesem seine Nachfolge als „Chef des Hauses Wettin albertinischer Linie“ zu übertragen, wurde hingegen nicht bestätigt (siehe: Nachfolgestreit bei den Albertinern).

## Sitz und Vorstand
Der Deutsche Adelsrechtsausschuss hat seinen Sitz in Marburg an der Lahn. Der Vorstand bestand im November 2022 aus folgenden Personen:
- Präsident: Hans-Heinrich v. Knobloch[7]
- Erster stellvertretender Präsident: Georg Freiherr v. Frölichsthal[8]
- Zweite stellvertretende Präsidentin: Sabina Freifrau v. Thuemmler[9]
- Andreas Graf v. Bernstorff
- Heinrich Baron v. Hoyningen gen. Huene

Marburg ist auch Sitz des Deutschen Adelsarchivs.